# 熱帶風暴瑪瑙 (2016年)
熱帶風暴瑪瑙（英語：Tropical Storm Malou；國際編號：1613）為2016年太平洋颱風季第13個獲得命名的熱帶氣旋。「瑪瑙」一名為第3次使用，上兩次分別在2004年和2010年。瑪瑙是一種呈現環狀、非常堅硬，並且擁有各種顏色的寶石，名字由澳門提供。瑪瑙在接近高緯度生成，生成後持續北上，不久後轉為温帶氣旋。

## 發展過程
2016年9月2日，一個熱帶擾動在台灣東部海面上生成。美國海軍研究實驗室給予擾動編號96W，聯合颱風警報中心於4日下午2時對其在24小時內形成為熱帶氣旋的機會評為「低」。台灣中央氣象局於翌日在下午2時將其升格為熱帶低氣壓，聯合颱風警報中心於下午6時半對其在24小時內形成為熱帶氣旋的機會升為「中」。隨後日本氣象廳於下午8時將其升格為熱帶低氣壓，並且對其發佈烈風警報。聯合颱風警報中心在6日上午2時對其在24小時內形成為熱帶氣旋的機會評為「高」，並同步發出熱帶氣旋形成警告。另一方面，日本氣象廳在上午9時升格為熱帶風暴，命名為「瑪瑙」，香港天文台則在上午11時將其升格為熱帶低氣壓。不過，聯合颱風警報中心遲遲仍未把其升格為熱帶低氣壓，而香港天文台則維持熱帶低氣壓的評級，但其他氣象台已把瑪瑙升格至熱帶風暴。直至日本氣象廳在9月8日的2時45分認為已轉化為溫帶氣旋，聯合颱風警報中心則在上午10時對其在24小時內形成為熱帶氣旋的機會降為「低」, 並在9日上午11時認為其已消散。

## 外部連結
- （日語）日本氣象廳：1613最佳路徑數據 （页面存档备份，存于）、2016年熱帶氣旋最佳路徑（數據 （页面存档备份，存于）、路徑圖 （页面存档备份，存于））
- （繁體中文）中華民國交通部中央氣象局：侵臺颱風資料庫——中度颱風瑪瑙、最佳路徑圖、2016年氣象年報及觀測年報（有待公佈）
- （繁體中文）香港天文台：2016年9月熱帶氣旋概述 （页面存档备份，存于）、《2016熱帶氣旋年刊》（網頁版有待公佈）、實時天氣稿（9月6日 （页面存档备份，存于）－7日 （页面存档备份，存于）－8日 （页面存档备份，存于））